# Travis Denney
Travis Denney (* 19. Februar 1976 in Wickham) ist ein australischer Badmintonspieler. 

## Karriere
Travis Denney nahm an den Olympischen Sommerspielen 2004 in Athen teil. Er startete dabei im Mixed mit Kate Wilson-Smith, sowie im Herrendoppel mit Ashley Brehaut und unterlag beide Male in der ersten Runde. 2001 hatte er mit Brehaut die Australian International gewonnen. Bei der Badminton-Ozeanienmeisterschaft 2006 gewannen sie Bronze. Denney sicherte sich zusätzlich noch Silber im Mixed.

## Sportliche Erfolge
| Saison | Veranstaltung              | Disziplin    | Platz | Name                              |
| ------ | -------------------------- | ------------ | ----- | --------------------------------- |
| 2001   | Australian International   | Herrendoppel | 1     | Ashley Brehaut / Travis Denney    |
| 2001   | Auckland International     | Herrendoppel | 3     | Boyd Cooper / Travis Denney       |
| 2002   | Dutch International        | Mixed        | 2     | Travis Denney / Kate Wilson-Smith |
| 2003   | South Africa International | Mixed        | 1     | Travis Denney / Kate Wilson-Smith |
| 2003   | Wellington International   | Mixed        | 1     | Travis Denney / Kate Wilson-Smith |
| 2004   | Australian International   | Mixed        | 1     | Travis Denney / Kellie Lucas      |
| 2004   | Ballarat International     | Herrendoppel | 1     | Boyd Cooper / Travis Denney       |
| 2004   | Ballarat International     | Mixed        | 1     | Travis Denney / Kate Wilson-Smith |
| 2005   | Australian International   | Mixed        | 1     | Travis Denney / Kate Wilson-Smith |
| 2005   | Australian International   | Herrendoppel | 1     | Travis Denney / Boyd Cooper       |
| 2005   | New Zealand Open           | Herrendoppel | 1     | Boyd Cooper / Travis Denney       |
| 2005   | New Zealand Open           | Mixed        | 2     | Travis Denney / Kate Wilson-Smith |
| 2006   | Ozeanienmeisterschaft      | Mixed        | 2     | Travis Denney / Kate Wilson-Smith |
| 2006   | Ozeanienmeisterschaft      | Herrendoppel | 3     | Ashley Brehaut / Travis Denney    |